# Phương trình quỹ đạo
Trong cơ học, phương trình quỹ đạo của một chất điểm chuyển động là phương trình mô tả những điểm mà chất điểm đi qua, còn gọi là quỹ đạo hay quỹ tích.
Phương trình quỹ đạo chỉ nói đến mối liên hệ giữa các thành phần của tọa độ mà không nói đến yếu tố thời gian trong chuyển động đó. Nó chỉ cho biết chất điểm chuyển động theo con đường như thế nào; chứ không nói đến việc chất điểm ở vào vị trí nào tại thời điểm cho trước. Ví dụ khi bắn một trái đại bác, người ta thường không quan tâm lắm đến khi nào trái đại bác sẽ rơi mà chỉ quan tâm đến vấn đề nó sẽ bay theo đường nào, sẽ rơi ở đâu.
Phương trình quỹ đạo có thể tìm được từ phương trình chuyển động, sau khi đã tích phân theo thời gian để loại bỏ tham số thời gian.